# Emmanuel Planque
Pour les articles homonymes, voir Planque.
Emmanuel Planque, né le 16 février 1971, est un entraîneur de tennis français. Il entraînait notamment le joueur français Lucas Pouille avant de mettre fin à leur collaboration le 8 novembre 2018. Il a aussi entraîné auparavant les Français Josselin Ouanna et Guillaume Rufin. Après avoir accompagné Fiona Ferro, il a pris en charge trois jeunes Français en décembre 2021 : Arthur Fils, Giovanni Mpetshi Perricard et Sean Cuenin (d).
Emmanuel Planque est un entraîneur agréé de la Fédération française de tennis.

## Biographie
Il fait ses débuts[Quand ?] au Tennis Club de Chatou où il a formé Michaël Llodra. Il s'occupe de ce joueur de 1995 à 2004. Puis, il a collaboré avec Fabrice Santoro,.
En 2007, il est nommé entraineur du pôle France (17-18 ans) par Patrice Dominguez et prend en charge cette année-là Guillaume Rufin et Axel Michon. Il est toujours entraîneur des garçons de 16 ans et plus.
En 2012, il devient l'entraîneur de Mathias Bourgue et de Lucas Pouille. En 2015, il fait appel à Yannick Noah pour travailler avec lui et Lucas Pouille,.
Planque est détenteur d'une licence en psychologie et d'un diplôme de préparateur physique.